# محوطه گل تپه
محوطه گل تپه مربوط به دوران پیش از تاریخ ایران باستان است و در شهرستان آق قلا، بخش مرکزی، روستای دلیجه واقع شده و این اثر در تاریخ ۱۰ خرداد ۱۳۸۲ با شمارهٔ ثبت ۸۸۳۵ به‌عنوان یکی از آثار ملی ایران به ثبت رسیده است.